# Robert Redford
Charles Robert Redford Jr., född 18 augusti 1936 i Santa Monica, Kalifornien, är en amerikansk skådespelare, filmregissör och producent. Han är grundare av Sundance Film Festival. Bland Redfords mest kända skådespelarinsatser märks de som Sundance Kid i Butch Cassidy och Sundance Kid (1969), Johnny Hooker i Blåsningen (1973), Jay Gatsby i Den store Gatsby (1974), Denys i Mitt Afrika (1985) samt som Tom Booker i Mannen som kunde tala med hästar (1998). Andra framgångsrika filmer är Inside Daisy Clover (1965) för vilken han erhöll en Golden Globe, Jeremiah Johnson (1972), Alla presidentens män (1976) och Brubaker (1980). Redford belönades med en Oscar 1981 för sin regidebut En familj som andra.

## Biografi
Robert Redford är son till Martha Redford (född Hart) och Charles Robert Redford.
Redford debuterade på Broadway i Tall Story (1959). Hans största succé på Broadway var i rollen som den nygifte Paul i Neil Simons Barfota i parken (1963), en roll han repriserade i filmatiseringen av pjäsen 1967. Redford spelade roller i olika tv-serier i början av 1960-talet, däribland i Perry Mason, Alfred Hitchcock presenterar och The Twilight Zone. Han filmdebuterade i en liten roll i Flickor gillar långa killar 1960 och fick sedan en större roll i krigsfilmen Krigsgalen (1962). 
Robert Redford regidebuterade med filmen En familj som andra (1980) och har sedan bland annat regisserat Där floden flyter fram (1992), Quiz Show (1995) och Mannen som kunde tala med hästar (1998).
Redford gifte sig 1958 med Lola Van Wagenen. Paret fick fyra barn innan de skilde sig 1985. I juli 2009 gifte Robert Redford sig med sin partner sedan länge, Sibylle Szaggars.
Robert Redford är sedan många år vegetarian.

## Filmografi i urval

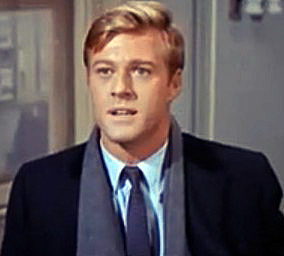
Robert Redford i filmen Barfota i parken (1967).

### Skådespelare
- 1960 – Flickor gillar långa killar
- 1961 – Alfred Hitchcock presenterar (TV-serie)
- 1962 – Krigsgalen
- 1965 – Inside Daisy Clover
- 1965 – Situationen hopplös - men ej allvarlig
- 1966 – Min kropp är fördömd
- 1966 – Den djävulska jakten
- 1967 – Barfota i parken
- 1969 – Jakten på Willie Boy
- 1969 – Sekundjakten
- 1969 – Butch Cassidy och Sundance Kid
- 1970 – Little Fauss and Big Halsy
- 1972 – Jeremiah Johnson
- 1972 – Bill McKay - utmanaren
- 1972 – Fyra smarta bovar
- 1973 – Våra bästa år
- 1973 – Blåsningen
- 1974 – Den store Gatsby
- 1975 – Tid för hjältar
- 1975 – Tre dagar för Condor
- 1976 – Alla presidentens män
- 1977 – En bro för mycket
- 1979 – The Electric Horseman
- 1980 – Brubaker
- 1984 – The Natural
- 1985 – Mitt Afrika
- 1986 – En tavla för mycket
- 1990 – Havana
- 1992 – Incident at Oglala
- 1992 – Sneakers
- 1993 – Där floden flyter fram (även regi och produktion)
- 1993 – Ett oanständigt förslag
- 1996 – Tid att älska
- 1998 – Mannen som kunde tala med hästar (även regi och produktion)
- 2001 – The Last Castle
- 2001 – Spy Game
- 2004 – The Clearing
- 2005 – En dag i livet
- 2006 – Min vän Charlotte
- 2007 – Lejon och lamm (även regi och produktion)
- 2012 – The Company You Keep (även regi och produktion)
- 2013 – All Is Lost
- 2014 – Captain America: The Winter Soldier
- 2015 – A Walk in the Woods
- 2015 – Truth
- 2016 – Peter och draken Elliott
- 2017 – The Discovery
- 2017 – Our Souls at Night
- 2018 – Den siste gentlemannen
- 2019 – Avengers: Endgame

### Regissör
- 1980 – En familj som andra (regi)
- 1994 – Quiz Show (även produktion)
- 1998 – Mannen som kunde tala med hästar
- 2000 – Legenden om Bagger Vance (även produktion)
- 2010 – The Conspirator (även produktion)

### Producent
- 1998 – A Civil Action
- 2002 – People I Know
- 2004 – Dagbok från en motorcykel
- 2006 – Min vän Charlotte